# Encyclia odoratissima
Encyclia odoratissima é uma epífita da Serra do Mar com pseudobulbos ovóides alongados, de 5 centímetros de altura e folhas estreitas e coriáceas com quilha na sua parte central e com 30 centímetros de comprimento. Inflorescências eretas e ramificadas com até 50 centímetros de diâmetro,com pétalas e sépalas oblongo-espatuladas de cor esverdeada. Labelo trilobado, amarelado e reticulado de vermelho, lóbulo central largo e franjado nas suas margens. Os lóbulos laterais são alongados e menores que o lóbulo central. Suas flores exalam delicioso perfume.
Floresce no verão.